# Warwolf

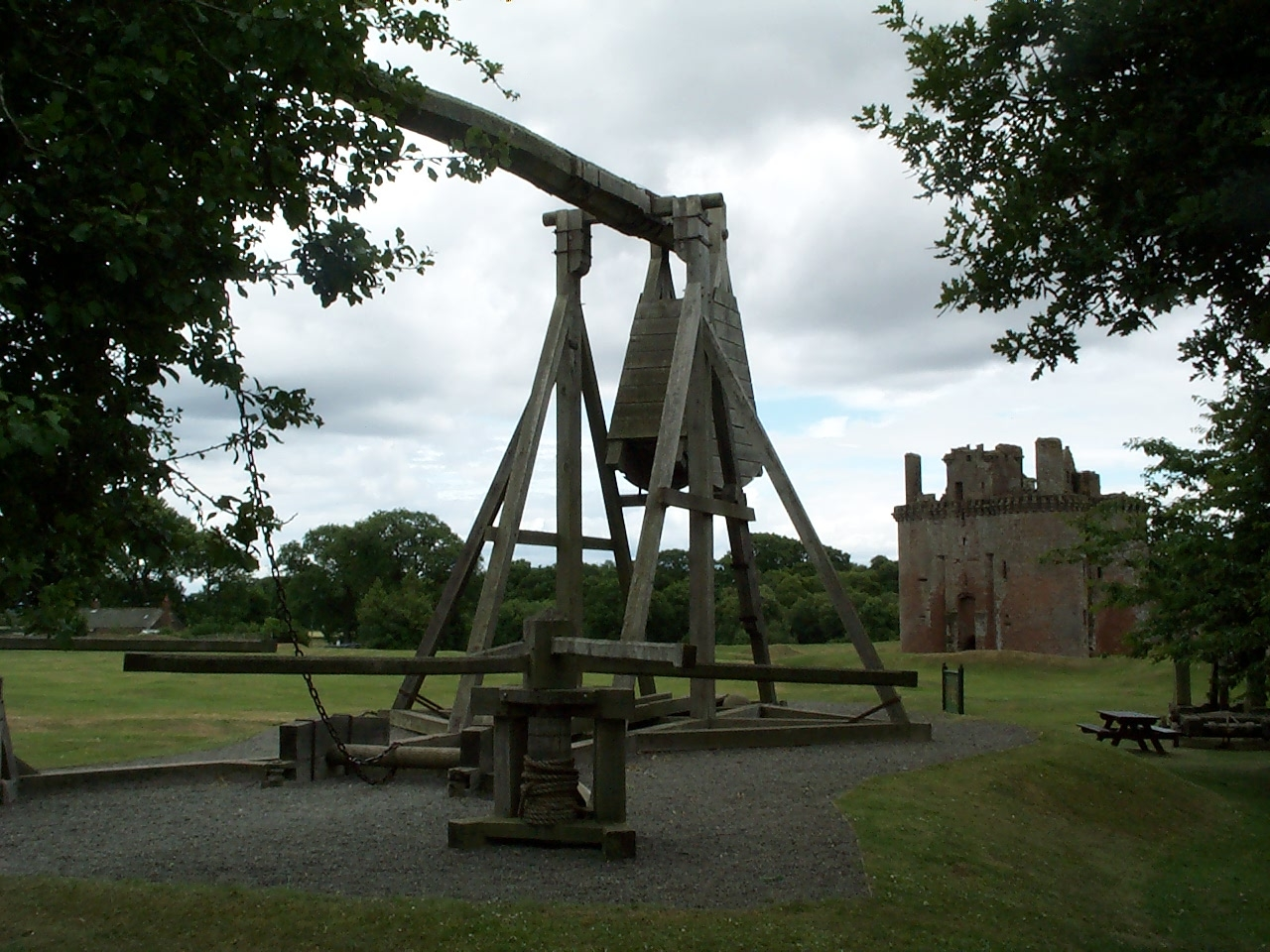
Warwolf-Modell vor Caerlaverock Castle

Als Warwolf oder Ludgar (von frz. Loup de Guerre;  lat. Lupus guerrae) wurde das größte jemals gebaute Trebuchet bezeichnet.

## Historischer Warwolf
Der Warwolf wurde im Auftrag von König Eduard I. von England errichtet, als dieser im Rahmen der schottischen Unabhängigkeitskriege 1304 Stirling Castle belagerte (siehe Belagerung von Stirling Castle).
Die Kriegsmaschine soll so groß gewesen sein, dass sie in zerlegtem Zustand dreißig Wagenladungen umfasste. Fünf Zimmermeister und 49 weitere Arbeiter benötigten drei Monate, um sie aufzubauen. Die schottischen Verteidiger von Stirling Castle waren vom Anblick des Warwolf so eingeschüchtert, dass sie ihre Kapitulation anboten, die Eduard I. ablehnte, bevor er Warwolf nicht getestet hatte. Am Montag, dem Tag der Heiligen Margarete (20. Juli) 1304, verschoss Warwolf schließlich zielgenau einige 300 Pfund (140 kg) schwere Geschosse, die eine große Bresche in die Ringmauer von Stirling Castle schlugen und erheblichen Schaden an den Burggebäuden anrichteten. Die Kapitulation der Verteidiger wurde sodann akzeptiert.

## Technik des Trebuchets
Trebuchets waren feststehend oder auf Räder montiert und konnten Steinkugeln über 300 m weit schleudern. Hierfür war am „Wurfarm“ ein entsprechendes Gegengewicht montiert, das entweder aus einem korbähnlichen, mit Steinen oder Sand/Erde gefüllten Gebilde oder aus Blei- oder sonstigen metallischen Platten bestand. Trebuchets konnten als Angriffswaffe, aber auch als Verteidigungswaffe, zum Beispiel von Burgen eingesetzt werden.
Bei der Belagerung von Stirling Castle 1304 wurde bevorzugt Blei als Gegengewicht verwendet.

## Experimentelle Geschichtsforschung

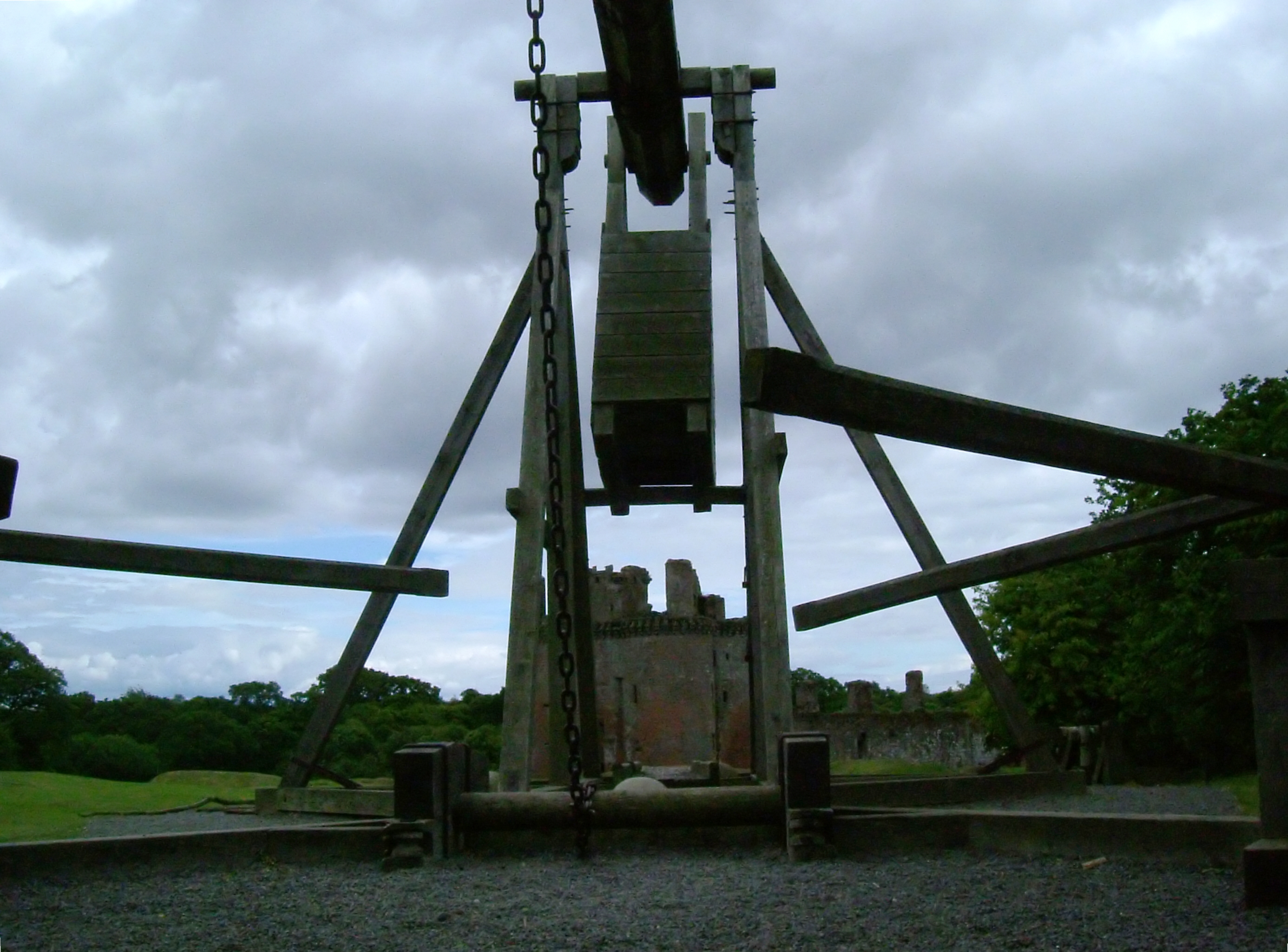
Warwolf-Modell 1 vor Caerlaverock Castle

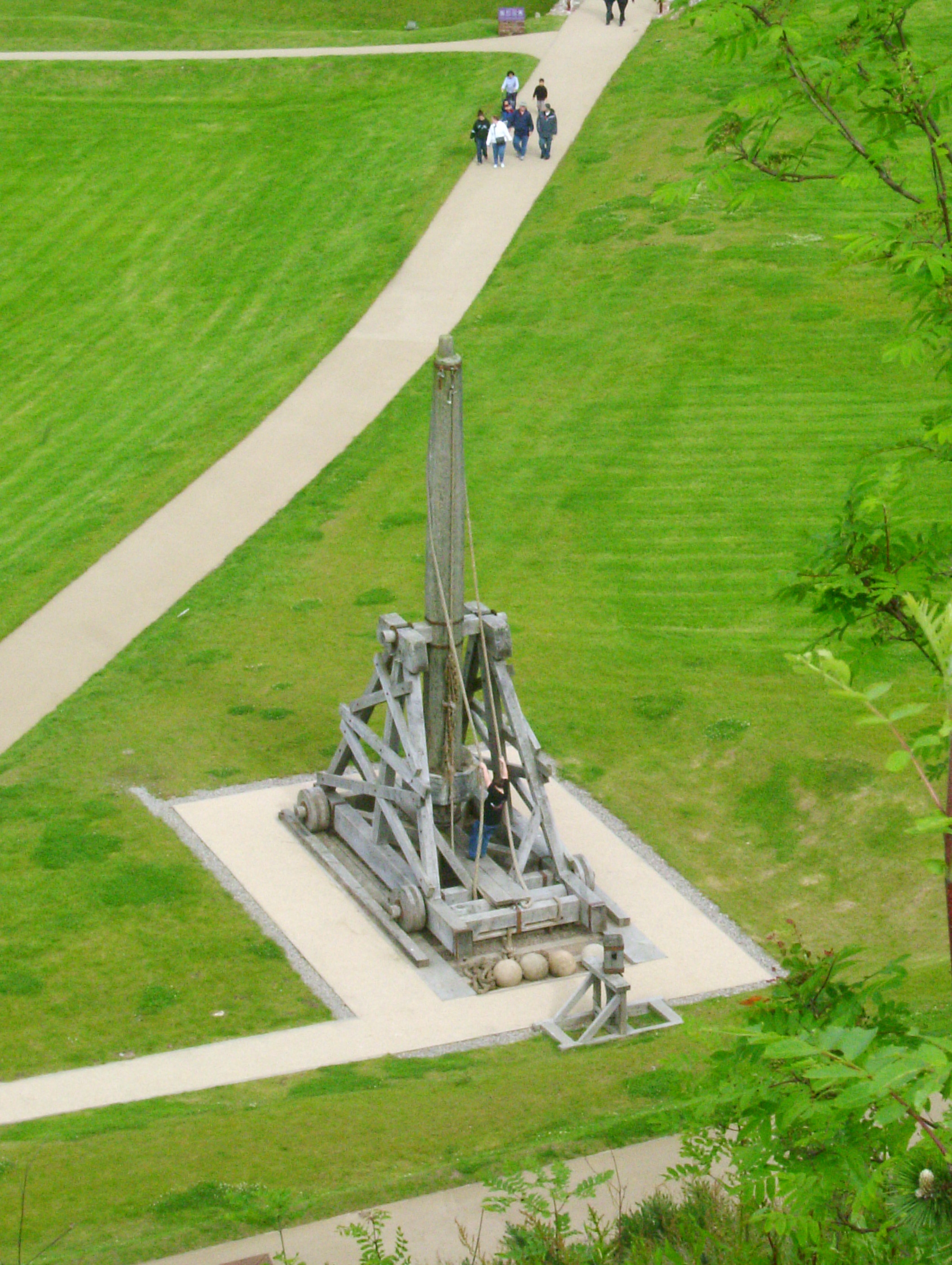
Warwolf-Modell 2 vor Urquhart Castle

In unmittelbarer Nähe zum Urquhart Castle wurde vor wenigen Jahren ein archäotechnischer Versuch durchgeführt. Es wurden zwei „Warwolf“ genannte große Trebuchets nachgebaut, um die Wirkung und Funktionsweise dieser Waffen zu erproben – es gibt nur wenige Aufzeichnungen zu dieser Waffe (meist nur zeitgenössische Bilder mit nicht größenrichtigen Maßen), so dass man letztlich vor diesem Experiment nicht klären konnte, wie sie genau funktioniert haben könnte. Es wurden zwei Modelle gebaut:
- Version 1 hatte ein korbähnliches Gegengewicht (vgl. Foto Warwolf Caerlaverock).
- Version 2 hatte Metallplatten als Gegengewicht (vgl. Foto Warwolf Urquhart Castle). Dieses Modell verblieb bei Urquhart als Anschauungsobjekt.

Beide Versionen schafften es, einen etwa 200 m entfernten, eigens für dieses Experiment angefertigten Burgmauernnachbau nachhaltig zu beschädigen. Das Zielen wie auch das Einstellen der Wurfentfernung konnte dabei recht genau durch Modifizierungen an den Geräten (Bolzenverformung der Geschossschlaufe sowie der Leitkanüle für die Geschossschlaufe) vorgenommen werden.
Durch systematisches Beschießen der gleichen Stelle wäre die Mauer schließlich in sich zusammengebrochen.
Das Experiment ergab zudem, dass sich die Maschine mit dem Korb-Gegengewicht als die bessere für Kampfhandlungen erwies, weil sich das Gegengewicht in Form von Steinen oder Erde viel leichter tarieren ließ, als das Modell mit den Plattengewichten. Zudem mussten Letztere in den Schlachten umständlich und zeitraubend gegossen werden – Erde und Steine hingegen waren stets und ständig vorhanden und konnten leicht in den Korb gefüllt werden.

## Sonstiges
Im Film Outlaw King wird o. g. Belagerung von Stirling Castle in der Anfangssequenz gezeigt.